# Seznam predsednikov Brazilije
Seznam predsednikov Brazilije.

## Seznam

### Pred novo republiko (1990–1983)
| Mandat                                  | Stranka | Predsednik | Opombe                                                                                             |
| --------------------------------------- | ------- | --- | -------------------------------------------------------------------------------------------------- |
| Stara republika (1889–1930)             |         | | |
| 15. november 1889 do 25. februar 1891   |         | Maršal Manuel Deodoro da Fonseca                                                                              | Vodja začasne vlade, potem ko je vodil državni udar proti cesarju. Odstopil                        |
| 25. februar 1891 do 23. november 1891   |         | Maršal Manuel Deodoro da Fonseca                                                                              | Izvoljen s strani volilnega kolegija                                                               |
| 23. november 1891 do 15. november 1894  |         | Maršal Floriano Peixoto                                                                                       | V.d. predsednika za Deodora                                                                        |
| 15. november 1894 do 15. november 1898  |         | Prudente José de Morais Barros                                                                                | Prvi izvoljen predsednik, prvi civilni predsednik.                                                 |
| 10. november 1896 do 4. marec 1897      |         | Manuel Vitorino Pereira                                                                                       | V.d. predsednika za Prudenta de Moraisa.                                                           |
| 15. november 1898 do 15. november 1902  |         | Manoel Ferraz de Campos Salles                                                                                | |
| 15. november 1902 do 15. november 1906  |         | Francisco de Paula Rodrigues Alves                                                                            | |
| 15. november 1906 do 14. junij 1909     |         | Afonso Augusto Moreira Pena                                                                                   | Umrl med mandatom                                                                                  |
| 14. junij 1909 do 15. november 1910     |         | Dr Nilo Peçanha                                                                                               | V.d. predsednika za Peno.                                                                          |
| 15. november 1910 do 15. november 1914  |         | Maršal Hermes Rodrigues da Fonseca                                                                            | |
| 15. november 1914 do 15. november 1918  |         | Venceslau Brás Pereira Gomes                                                                                  | |
| 1918 do 1918                            |         | Francisco e Paula Rodrigues Alves                                                                             | Umrl pred zaprisego.                                                                               |
| 15. november 1918 do 28. julij 1919     |         | Dr. Delfim Moreira                                                                                            | V.d. predsednika za Rodriguesa Alvesa do nove izvolitve.                                           |
| 28. julij 1919 do 15. november 1922     |         | Dr. Epitácio da Silva Pessoa                                                                                  | |
| 15. november 1922 do 15. november 1926  |         | Artur da Silva Bernardes                                                                                      | |
| 15. november 1926 do 24. oktober 1930   |         | Washington Luís Pereira de Sousa                                                                              | |
| Revolucija leta 1930                    |         | | |
| 24. oktober 1930 do 3. november 1930    |         | Vojaška hunta General Augusto Tasso Fragoso General João de Deus Menna Barreto Admiral José Isaias de Noronha | Po [[Zgodovina Brazilije (Revolucija leta 1930                                                     |
| 3. november 1930 do 20. julij 1934      |         | Getúlio Dorneles Vargas                                                                                       | Vodja začasne vlade.                                                                               |
| 20. julij 1934 to 1937                  |         | Getúlio Dorneles Vargas                                                                                       | Ustavna vlada (izvoljen s strani volilnega kolegija).                                              |
| Estado Novo (Nova država) – Diktatura   |         | | |
| 1937 do 29. oktober 1945                |         | Getúlio Dorneles Vargas                                                                                       | Diktator, odstranjen z državnim udarom.                                                            |
| Druga republika                         |         | | |
| 29. oktober 1945 do 31. januar 1946     |         | José Linhares                                                                                                 | Začasni predsednik.                                                                                |
| 31. januar 1946 do 31. januar 1951      | PSD     | General Eurico Gaspar Dutra                                                                                   | Demokratično izvoljen.                                                                             |
| 31. januar 1951 do 24. avgust 1954      | PTB     | Getúlio Dornelles Vargas                                                                                      | Demokratično izvoljen. Storil samomor zaradi grožnje državnega udara.                              |
| 24. avgust 1954 do 8. november 1955     |         | Dr João Café Filho                                                                                            | V.d. predsednika za Vargasa. Odstopil.                                                             |
| 9. november 1955 do 11. november 1955   |         | Carlos Coimbra da Luz                                                                                         | V.d. predsednika za Vargasa. Odstopil.                                                             |
| 11. november 1955 do 31. januar 1956    |         | Nereu de Oliveira Ramos                                                                                       | V.d. predsednika za Vargasa.                                                                       |
| 31. januar 1956 do 31. januar 1961      | PSD     | Juscelino Kubitschek de Oliveira                                                                              | |
| 31. januar 1961 do 25. avgust 1961      | UDN     | Jânio da Silva Quadros                                                                                        | Odstopil zaradi strašnih sil proti njemu.                                                          |
| 25. avgust 1961 do 7. september 1961    |         | Pascoal Ranieri Mazzilli                                                                                      | Začasni predsednik.                                                                                |
| 7. september 1961 do 1. april 1964      | PTB     | João Belchior Marques Goulart                                                                                 | Znan kot Jango. Odstavljen z državnim udarom.                                                      |
| Vojaška diktatura                       |         | | |
| 1. april 1964 do 8. april 1964          |         | Pascoal Ranieri Mazzilli                                                                                      | V.d. predsednika.                                                                                  |
| 8. april 1964 do 15. marec 1967         | ARENA   | Maršal Humberto de Alencar Castelo Branco                                                                     | |
| 15. marec 1967 do 31. avgust 1969       | ARENA   | Maršal Artur da Costa e Silva                                                                                 | Izvoljen s strani volilnega kolegija. Odstavljen zaradi slabega zdravja; umrl kmalu zatem.         |
| 31. avgust 1969 do 30. oktober 1969     |         | Vojaška hunta Augusto Hamann Rademaker Grünewald Aurélio de Lyra Tavares Márcio de Souza e Mello              | Ministri kopenske vojske, vojne mornarice in vojnega letalstva. V.d. predsednika za Costa e Silvo. |
| 30. oktober 1969 do 15. marec 1974      | ARENA   | General Emílio Garrastazu Médici                                                                              | Izvoljen s strani volilnega kolegija.                                                              |
| 15. marec 1974 do 15. marec 1979        | ARENA   | General Ernesto Geisel                                                                                        | Izvoljen s strani volilnega kolegija.                                                              |
| 15. marec 1979 do 15. marec 1985        | ARENA   | João Baptista de Oliveira Figueiredo                                                                          | Izvoljen s strani volilnega kolegija.                                                              |
| 23. september 1981 do 12. november 1981 |         | Aureliano Chaves                                                                                              | V.d. predsednika za Figueireda.                                                                    |
| 14. julij 1983 do 26. avgust 1983       |         | Aureliano Chaves                                                                                              | V.d. predsednika za Figueireda.                                                                    |
| '                                       |         | | |

### Nova republika (1983– )
| #   | Predsednik                | Mandat                                                  | Mandat            | Stranka                                    |
| #   | Predsednik                | Začetek                                                 | Konec             | Stranka                                    |
| --- | ------------------------- | ------------------------------------------------------- | ----------------- | ------------------------------------------ |
| (-) | Tancredo Neves            | 9. februar 2010                                         | 9. februar 2010   | Brazilsko demokratično gibanje (PMDB)      |
| (-) | Tancredo Neves            | Nekdanji guverner Minas Geraise                         |                   |                                            |
| 31. | José Sarney               | 21. april 1985                                          | 14. marec 1990    | Stranka narodne obnove (PRN)               |
| 31. | José Sarney               | Podpredsednik Brazilije                                 |                   |                                            |
| 32. | Fernando Collor de Mello  | 15. marec 1990                                          | 29. december 1992 | Brazilsko demokratično gibanje (PMDB)      |
| 32. | Fernando Collor de Mello  | Guverner Alaguasa                                       |                   |                                            |
| 33. | Itamar Franco             | 29. december 1992                                       | 31. december 1994 |                                            |
| 33. | Itamar Franco             | Podpredsednik Brazilije                                 |                   |                                            |
| 34. | Fernando Henrique Cardoso | 1. januar 1995                                          | 31. december 2002 | Brazilska socialdemokratska stranka (PSDB) |
| 34. | Fernando Henrique Cardoso | Minister za finance                                     |                   |                                            |
| 35. | Luiz Inácio Lula da Silva | 1. januar 2003                                          | 31. december 2010 | Delavska stranka (PT)                      |
| 35. | Luiz Inácio Lula da Silva | Zvezni poslanec iz Sao Paola                            |                   |                                            |
| 36. | Dilma Rousseff            | 1. januar 2011                                          | 31. avgust 2016   | Delavska stranka (PT)                      |
| 36. | Dilma Rousseff            | Ministrica-načelnica generalštaba predsedstva republike |                   |                                            |
| 37. | Michel Temer              | 31. avgust 2016                                         | 31. december 2018 | Brazilsko demokratično gibanje (MDB)       |
| 37. | Michel Temer              | Podpredsednik                                           |                   |                                            |
| 38. | Jair Bolsonaro            | 1. januar 2019                                          | 31. december 2022 |                                            |
| 38. | Jair Bolsonaro            | Zvezni poslanec iz Ria de Janeira                       |                   |                                            |
| 39. | Luiz Inácio Lula da Silva | 1. januar 2023                                          |                   |                                            |